# Купец, Артур
Артур Купец (пол. Artur Kupiec, 26 января 1972, Скаржиско-Каменна, Свентокшиское воеводство — 6 декабря 2021, Młodocin Mniejszy, Мазовецкое воеводство) — польский футболист, игравший на позициях защитника и полузащитника, футбольный тренер.

## Биография
Футбольную карьеру начинал в команде Бронь (Радом). В дальнейшем играл за Легия (Варшава) (35 игр в высшей лиге), Гутник (Варшава), Радомяк (Радом), ФК Пясечно, Полония (Варшава), Керамика (Опочно), Корона (Кельце) и Мазовше (Груец). Карьеру закончил в родном клубе, где был играющим тренером.
В 2012—2013 годах тренер клуба Сярка (Тарнобжег), а с 2020 года, и до смерти в 2021 году, в клубе Бронь (Радом).